# Abax alabamae
Abax alabamae är en skalbaggsart som beskrevs av Vandyke. Abax alabamae ingår i släktet Abax och familjen jordlöpare. Inga underarter finns listade i Catalogue of Life.